# Terje Vigen
Terje Vigen is een Zweedse dramafilm uit 1917 onder regie van Victor Sjöström. Destijds werd de film uitgebracht onder de titel De blokkade van Noorwegen door Engeland.

## Verhaal
De zeeman Terje Vigen smokkelt eten voor zijn zieke vrouw en kinderen. Tijdens een tocht vanuit Denemarken wordt hij gevangengenomen door de Britse autoriteiten. Wanneer hij na zijn celstraf terugkeert naar zijn dorp, hoort hij daar dat zijn vrouw en kinderen zijn gestorven. Als het schip in moeilijkheden komt van de Britse commandant die hem tevoren gevangengenomen had, moet Terje Vigen beslissen of hij hem wil helpen.

## Rolverdeling
| Acteur           | Personage     |
| ---------------- | ------------- |
| Victor Sjöström  | Terje Vigen   |
| Edith Erastoff   | Dame          |
| August Falck     | Heer          |
| Bergliot Husberg | Mevrouw Vigen |